# マリオパーティ9
『マリオパーティ9』（MARIO PARTY 9）は、エヌディーキューブとシーエイプロダクションが開発、任天堂から2012年に発売されたWii用パーティゲーム。略称は「マリパ9（マリパナイン）」。日本では同年4月26日、アメリカでは3月12日、ヨーロッパでは3月2日発売。

## 概要
家庭用向けのマリオパーティシリーズの11作目に当たり、前作の『マリオパーティ8』および『マリオパーティDS』から約5年振りの発売となった。本作の開発はエヌディーキューブ（従来のマリオパーティシリーズを開発したスタッフがハドソンから移籍）が担当。
ボードゲームは本作からプレイヤー全員で一台の乗り物に乗ってマスを移動し、ステージのゴールにつくまでに「リトルスター」をどれだけ多く集められるか競うルールに変更され（ルールの詳細は後述）、前作のルールにあった「ターン数」「コイン」「スター」の概念や前作までにあった「タッグマッチ」のルールは廃止された。また、本作から従来のように4人で対戦する以外に、2人や3人だけでボードゲームをプレイすることも可能となり、ミニゲームも3人のみでプレイが可能となった。

## ストーリー
ある日の夜、マリオたちは夜空に輝く星「リトルスター」を望遠鏡で観察していた。すると、突然リトルスターが異空間に吸い込まれ始めていく。その原因はマシーンでリトルスターを吸い上げていたクッパとその息子のクッパJr.の仕業だった。事態を目の当たりにしたマリオたちは、クッパからリトルスターを取り返し、夜空を元通りにするための冒険へと出発する。
一方のクッパは、彼らがリトルスターを取り返すのを阻止するため、密かに2人の刺客を差し向けていた。

## ゲームモード
パーティモード
1-4人でボードゲームをプレイするモード。サイコロをふって乗り物を進め、ゴールに到着するまでに入手した「リトルスター」の数で順位を競う。ゲーム終了後、人間のプレイヤーが集めた「リトルスター」（ぼうけんポイントを集めて解放できる一部ステージのみバナナ）は、1個につき「ぼうけんポイント」1ポイントと交換される（この制度は『マリオパーティ2』以来である）。
ミニゲームモード
収録されているミニゲームをいろいろなルールでプレイするモード。以下の7つのゲームがあり「ぼうけんポイント」は「フリープレイ」ではミニゲーム1回のプレイで1ポイント、それ以外のゲームでは1回のプレイで10ポイント獲得できる。
フリープレイ
好きなミニゲームを選んで自由にプレイができる。「ボスバトル」以外のすべてのミニゲームは最初から自由にプレイが可能で、「ボスバトル」はボードゲームでプレイしたことがあるもののみプレイ可能。
かちぬきバトル
ルーレットで選ばれたミニゲームで対戦し勝ち抜きを競うゲーム。ミニゲームに勝利したプレイヤーは階段を上ることができる。また、ミニゲームによっては複数人が勝つことができる場合もあり、この場合は勝利した全員が階段を上る。ただし、引き分けの場合は誰も階段を上ることができない。その後、現時点で最下位のプレイヤーが次のミニゲームを決める。これを繰り返し、先に設定した回数(3・5・7)だけ勝利し頂上にたどり着いたプレイヤーが優勝となる。遊べるミニゲームは「全員対戦ミニゲーム」と「1人vsライバルミニゲーム」の2種類から選べる。
ガーデンバトル
花壇に花の苗を植えていくゲーム。苗を植える前にミニゲームで勝負し、1位になったプレイヤーから順に自分の花壇に植える苗を決めることができる（同率順位が出た場合は、サイコロを振って出た目の大きさで順位を決める）。苗は回転させることができ、すでに置いた苗の上や、花壇からはみ出さなければ設置することができる。苗の形は予め決まっており、ターンが変わるごとに苗の形が変化する。また、苗を置くスペースが無いプレイヤーは、そのターンは休みとなり苗を植えることができなくなる。全員の番が終わるとターン終了となり、再び順番を決めるミニゲームが始まる。次のミニゲームを決めるときは、前回のミニゲームで最下位だったプレイヤーが決める。これを繰り返し、先に自分の花壇全てのマスに苗を植えると優勝となる。
えらんでバトル
5つのミニゲームからプレイしたいものを3つずつ選び、そのミニゲームを選んだプレイヤーだけで対戦するゲーム。まず、プレイヤーはプレイしたいミニゲームを選択する。この時点ではミニゲームの内容こそ表示されるものの、プレイする順番はまだわからない。また、勝つと通常よりも多く得点がもらえる「チャンスミニゲーム」が1つだけあり、どのミニゲームが「チャンスミニゲーム」なのかはこの時に発表される。全員がミニゲームを選んだ後、1つずつプレイするミニゲームが発表され、この時に選んだプレイヤーの名前が発表される。ミニゲームの結果に応じて得点がもらえ、同率順位が出た場合はそのプレイヤー全員が同じポイントを獲得できる。ただし、選んだ人数が2人未満の場合はそのミニゲームはスキップされ、すぐに次のミニゲームに進む。また、選んだ人数が1人だけだった場合は、そのプレイヤーが無条件で1位の点数を獲得できる。5つのミニゲーム終了時に最も得点が多かったプレイヤーが優勝となる。
コロコロバトル
四角いハコに乗って移動しながら得点をあつめるゲーム。移動はミニゲームに勝ったプレイヤーから行い、順位によって移動できる数が変わる（同率順位が出た場合は、サイコロを振って出た目の大きさで順位を決める）。移動すると通ったマスに書かれている数字がそのまま自分の得点となる。マスを通過するたびに書かれている数字が10ポイントずつ減っていくが、0ポイントを通過すると30ポイントにもどる。全員の移動が終わって0ポイントが残っていた場合でも、自動で30ポイントにもどる。ステージの中央にはパワーマスがあり、踏むと全てのマスを一気に10ポイント減らすことができる（0ポイントは30ポイントにもどる）。また、得点の低いプレイヤーには「ダッシュアイテム」が与えられ、使うとマスの端まで一気に移動してポイントをゲットできる。ダッシュ移動中にライバルにぶつかると画面外に飛ばすことができ、移動する前に雲の下に落とされるとその回は移動できなくなる。落とされたプレイヤーは、次のターンで自分の番になったときにステージ中央から復帰する。このときパワーマスを発動していなかった場合、復帰した時に発動することになる。全員の番が終わるとターン終了となり、再び順番を決めるミニゲームが始まる。次のミニゲームを決めるときは、前回のミニゲームで最下位だったプレイヤーが決める。これを繰り返し、先に500点を越えると優勝となる。
タイムアタック
10個のミニゲームを1人で連続でプレイし、どれだけ早くクリアできるかに挑戦する1人用のゲーム。10種類のミニゲームをクリアするのにかかった時間の合計が記録される。なお、ミニゲームごとに設定された「チャレンジじょうけん」を成功させるたびに、クリアタイムが3秒ずつ短縮される。また、任天堂スタッフのベストレコードである「スタッフベスト」のタイムも載っている。
ボスゲートバトル
「ボスバトル」ミニゲームを連続でプレイしその成績を競うゲーム。「とりで」のボスと戦う「エリアボスバトル」、「クッパゲート」のボスと戦う「ステージボスバトル」、すべてのボスと対決する「オールボスバトル」の3種類のモードがある。「シングル」モードをクリア後、「ミュージアム」で「ぼうけんポイント」と交換すると遊べるようになる。
シングルモード
6つのステージを順番にプレイしてリトルスターを集める1人用のモード。基本的なルールは「パーティ」モードと同様だが、参加プレイヤーに「ヘイホー」もしくは「カメック」のどちらかか両方か必ず登場する。彼らはクッパの手先として参加しており、1位になると集めたリトルスターを全て持って行ってしまい、もう一度そのステージをやり直すことになってしまう。また、プレイするごとにCOMキャラクターの参加人数もランダムに決定される（COMの参加人数は1人が1回、2人が2回、3人が3回）。最後までクリアすると、集めたリトルスターの合計がランキングに記録され、それまで集めたリトルスターの数+500の数の「ぼうけんポイント」を獲得できる。
このモードでは「アドベンチャーロード」→「ダイナマイトファクトリー」→「ホラーキャッスル」→「トレジャーオーシャン」→「パニックボルケーノ」→「クッパコロニー」の順でボードゲームをプレイする。また、各ステージの中間と終点で登場するボスバトルゲームも決められている。
ミュージアム
ほかのモードを遊ぶと獲得できる「ぼうけんポイント」を使って色々なアイテムと交換したり、ゲームの記録等を見ることができる。
エクストラモード
このモード専用の4種類のミニゲームをプレイできる。

## キャラクター

### プレイヤー
「ヘイホー」と「カメック」は、シングルモードをクリアするとプレイヤーとして使用可能となる。この2人はシングルモードでは使用不可となっている。
- マリオ
- ルイージ
- ピーチ
- デイジー
- ワリオ
- ワルイージ
- ヨッシー
- キャサリン
- キノピオ
- ノコノコ （プレイヤーとしてはシリーズ初登場）
- ヘイホー （プレイヤーとしてはシリーズ初登場。隠しキャラクター）
- カメック （プレイヤーとしてはシリーズ初登場。隠しキャラクター）

### ガイド・その他
きいろキノピオ
主にメインメニュー画面やボードゲームのガイドを担当する。
あおキノピオ
主に「ミニゲーム」モードのガイドを担当する。ミニゲームでは「さがしてキノピオ」に登場する。
みどりキノピオ
ボードゲームの終盤で、最下位のプレイヤーに「ゆっくりサイコロ」をくれる。
ハンマーブロス
「バトルミニゲームマス」に止まると登場し、バトルミニゲームのガイドを担当する。
ファイアブロス
ハンマーブロスと役割は同じでバトルミニゲームのガイドを担当するが、ルールが異なっている。また、出現頻度はハンマーブロスより低め。
クッパJr.
クッパJr.マスに止まると登場し、クッパJr.ミニゲームで戦いを挑んでくる。また、「クッパコロニー」ではボスとして登場し、ミニゲーム「クッパJr.のサイコロバトル」で戦いを挑んでくる。
クッパ
「クッパマス」や「ラストチャンス」地点で登場し、プレイヤーたちにさまざまなイタズラをしかけてくる。また、「クッパコロニー」ではボスとして登場し、ミニゲーム「クッパのファイナルサイコロバトル」で戦いを挑んでくる。
パックンフラワー
「アンラッキーマス」に止まると赤い土管から登場し、キャプテンを捕まえて「シャドウスターマス」があるエリアに連れていく。ミニゲームでは「かっ飛びキラージェット」「ドタバタお花畑」「ハナチャンのヒップドロップバトル」に登場する。
ボムへい
「ダイナマイトファクトリー」で登場し、プレイヤーたちが乗っている乗り物に乱入してくる。ミニゲームでは「まきわりNo.1」「イカダでサバイバル」「ボムキングのかけひきチョイスバトル」「クッパのファイナルサイコロバトル」に登場する。また、「連続ジグソーパズル」ではジグソーパズルに描かれている絵の一つとして登場する。
テレサ
「ホラーキャッスル」で登場し、プレイヤーたちを後ろから追いかける。ミニゲームでは「キングテレサのパズルバトル」「クッパのファイナルサイコロバトル」に登場する。また、「連続ジグソーパズル」ではジグソーパズルに描かれている絵の一つとして登場する。
チュウチュウ
「ホラーキャッスル」のキャプテンイベントで登場し､プレイヤーたちのリトルスターを奪い逃亡を謀る。123サイコロしか使ってこないが、ダッシュパネルに連続で乗られると捕獲が厳しくなる。
リフトン
「トレジャーオーシャン」で登場し、プレイヤーから逃げるように移動する。リフトンに追いつくとリトルスターを5個もらえ、その後はホージローに交代する。また、「ラッキーマス」に止まったときには離れ小島の「スターアイランド」にも連れて行ってくれたり、ミニゲームでは「リフトンライド」に登場する。
ホージロー
「トレジャーオーシャン」で登場し、プレイヤーを追いかけるように移動する。ホージローに追いつかれるとリトルスターを
半分奪われ、その後はリフトンに交代する。
カニボー
「トレジャーオーシャン」で登場し、船の大砲からリトルスターやシャドウスターを発射して、エリア上のリトルスターとシャドウスターを全て入れ替えてしまう。。
フィッシュボーン
「トレジャーオーシャン」のキャプテンイベントで登場し、「アンラッキーマス」に止まったプレイヤーを襲いリトルスターを奪う。
サーチプクプク
「トレジャーオーシャン」で登場し、海を泳いでいる。ゲームの進行には影響しない。
メカクッパ
「クッパコロニー」のキャプテンイベントに登場し、「ハートコロニー」で人数が3人以下のときに飛び入りで参加する。ミニゲームでは「メカクッパからにげろ!」に登場する。
ディディーコング
「DKジャングル」のステージで登場し、1周目の「ボスバトルマス」に止まったときにミニゲーム「ディディーコングのパニックバナナバトル」をプレイする。
ドンキーコング
「DKジャングル」のステージで登場し、2周目の「ボスバトルマス」に止まったときにミニゲーム「ドンキーコングのエキサイトバナナバトル」をプレイする。
ジュゲム
「アドベンチャーロード」のボスとして登場し、「ジュゲムのアクションバトル」で戦いを挑んでくる。
ハナチャン
「アドベンチャーロード」のボスとして登場し、「ハナチャンのヒップドロップバトル」で戦いを挑んでくる。また、「クッパのファイナルサイコロバトル」でクッパが召喚するボスキャラクターのうちの一体としても登場している。
バッタン
「ダイナマイトファクトリー」のボスとして登場し、「バッタンの01カウントバトル」で戦いを挑んでくる。
ボムキング
「ダイナマイトファクトリー」のボスとして登場し、「ボムキングのかけひきチョイスバトル」で戦いを挑んでくる。また、「クッパのファイナルサイコロバトル」でクッパが召喚するボスキャラクターのうちの一体としても登場している。
カロン
「ホラーキャッスル」のボスとして登場し、「カロンのおぼえてカードバトル」で戦いを挑んでくる。ボス以外の登場としては「にげこめ!マンホール」「いせきでオニごっこ」で登場する。
キングテレサ
「ホラーキャッスル」のボスとして登場し、「キングテレサのパズルバトル」で戦いを挑んでくる。また、「クッパのファイナルサイコロバトル」でクッパが召喚するボスキャラクターのうちの一体としても登場している。
プクプク
「トレジャーオーシャン」のボスとして登場し、「プクプクの水中コウラバトル」で戦いを挑んでくる。ボス以外の登場としては「わくぐりプクプク」「プクプクをつり上げろ！」で登場する。また、「連続ジグソーパズル」ではジグソーパズルに描かれている絵の一つとして登場する。
ゲッソー
「トレジャーオーシャン」のボスとして登場し、「ゲッソーのシューティングバトル」で戦いを挑んでくる。また、「クッパのファイナルサイコロバトル」でクッパが召喚するボスキャラクターのうちの一体としても登場している。
ガボン
「パニックボルケーノ」のボスとして登場し、「ガボンの早押しハンマーバトル」で戦いを挑んでくる。
ワンワン
「パニックボルケーノ」のボスとして登場し、「ワンワンのあみだくじバトル」で戦いを挑んでくる。また、「連続ジグソーパズル」ではジグソーパズルに描かれている絵の一つとして登場したり、「クッパのファイナルサイコロバトル」でクッパが召喚するボスキャラクターのうちの一体としても登場している。
モック
ミニゲーム「まきわりNo.1」に登場する。また、ミニゲームモードの一つ「かちぬきバトル」では観客として登場している。
クリボー
ミニゲーム「いっぱいクリボー」「さがしてキノピオ」「クリボーボウリング」「カウントクリボー」「ミニミニサッカー」に登場する。また、ステージの一つ「アドベンチャーロード」にも登場している。
モンテ
ミニゲーム「わくぐりプクプク」に登場する。
バサバサ
ミニゲーム「いそいで!くさりすべり」に登場する。また、ステージの一つ「ホラーキャッスル」にも登場している。
ペンギン
ミニゲーム「ツルツル流氷レース」に登場する。
スローマン
ミニゲーム「スノーモービルレース」に登場する。
チョロプー
ミニゲーム「チョロプーシャッフル」「たいけつ!モグラたたき」に登場する。また、ステージの一つ「パニックボルケーノ」にも登場している。
ウニラ
ミニゲーム「プクプクをつり上げろ！」「ゲッソーのシューティングバトル」「クッパのファイナルサイコロバトル」に登場する。
キラー
ミニゲーム「キラーをかわせ！」に登場する。また、「かっ飛びキラージェット」ではプレイヤーが乗るマシンとして登場している。
ドッスン
ミニゲーム「見切ってドッスン」に登場する。
メット
ミニゲーム「カウントクリボー」に登場する。また、「連続ジグソーパズル」ではジグソーパズルに描かれている絵の一つとして登場する。
トゲゾー
ミニゲーム「ジュゲムのアクションバトル」に登場する。また、「連続ジグソーパズル」ではジグソーパズルに描かれている絵の一つとして登場する。　

## ボードゲーム
「パーティ」「シングル」の2つのモードではボードゲームをプレイする。初めに使用するキャラクター等のルールを設定し、プレイヤーの行動する順番を決定するとゲーム開始となる。「パーティ」モードではプレイするステージやハンデなどのルールを設定でき、ハンデを設定しなかった場合、各プレイヤーのリトルスターの所持数が0個の状態でゲームが開始される。

### ルール
プレイヤーは1人ずつ順番に「キャプテン」となってサイコロをふり、出た目だけ乗り物を進めてゴールを目指す。移動後止まるか通過したマスによって様々なイベントが発生するが、その効果は基本的にキャプテンが対象となる。ルート上には「リトルスター」が配置されており、通過するとそのときの「キャプテン」が入手できるほか、ルートの分岐点に到着したときは「キャプテン」が進む方向を決定する。
また「ミニゲームマス」に止まったとき等にミニゲームが発生することがあり、ミニゲームで勝利するか上位になると「リトルスター」を多く獲得できる。プレイするミニゲームはキャプテン（ラストチャンス地点を通過した後は最下位のプレイヤー）がランダムに表示されたものの中から選択する。
このような流れを繰り返し、ゴール地点でボスを倒すとゲーム終了となる。最後にリトルスターを最も多く持っていたプレイヤーが優勝となる。

### サイコロ
自分の番が来ると、持っているサイコロのうちどれを使うかを選択する。サイコロは全部で6種類あるが、このうち「ノーマルサイコロ」以外は「アイテムサイコロ」と呼ばれ、「サイコロマス」などに止まることで手に入る。アイテムサイコロは1人2個まで持つことができ、一度使うとなくなる。また、手持ちのアイテムサイコロが3個以上になった場合、手持ちのアイテムサイコロが2個になるまでその場で選び、捨てなければならない。

### ラストチャンス
みどりキノピオのいる地点に到着すると「ラストチャンス」というイベントが始まり、現時点で最下位のプレイヤーはゆっくりサイコロを貰える。その後クッパから「ワガハイからも、プレゼントをやろう!!どうする?プレゼントをたくさん欲しいよな⁉︎」と質問され、「はい」を選ぶと大量に、「いいえ」を選ぶと少しだけクッパマスが増える。なお、この時COMがキャプテンだった場合は必ず「はい」を選ぶ。

### ボーナススター
「パーティ」モードでは「ボーナススター」の設定をありにしていた場合、ゲーム終了時に「ボーナススター」が以下6つのうちランダムで3つ発表され、受賞したプレイヤーはリトルスターを5個獲得できる。
ミニゲームスター
ミニゲームで一位を取った数が最も多かったプレイヤーに贈られる。
サイコロスター
アイテムサイコロを最も多く使用したプレイヤーに贈られる。
ランニングスター
ルート上でのサイコロの出目が最も多かったプレイヤーに贈られる。
のんびりスター
ルート上でのサイコロの出目が最も少なかったプレイヤーに贈られる。
マイナスター
シャドウスターを取った数が最も多かったプレイヤーに贈られる。ステージギミックやクッパマスで失ったものはカウントされないので注意。
ルーレットスター
ルーレットマスに止まった数が最も多かったプレイヤーに贈られる。

## ミニゲーム
ボードゲームではミニゲームマスに止まるとミニゲームが発生する。「全員対戦ミニゲーム」「1人vsライバルミニゲーム」「バトルミニゲーム」ではキャプテン（ラストチャンス後は最下位のプレイヤー）がランダムに選ばれた3つのミニゲームの中から1つを選んでプレイする。「クッパJr.ミニゲーム」ではクッパJr.が勝手にミニゲームを選ぶが、1度だけ変更することができる。ただし、変更後はそのミニゲームで必ずプレイする事になるため、変更前のミニゲームに戻すことができない。また、今作のミニゲームも「オールミニゲームパック」と「かんたんミニゲームパック」の2種類のミニゲームパックに振り分けがされており、「パーティ」モードの「ミニゲームパック」の設定で変更できる。本作では全部で以下の80種類のミニゲームが収録されており、一部のミニゲームは特定のモードでのみプレイ可能。
本作から『マリオパーティ100 ミニゲームコレクション』まではミニゲーム終了後、専用のリザルト画面（『マリオパーティ スターラッシュ』のみミニゲームの背景）で1位から4位までの順位で結果が表示されるようになり、順位によってキャラクターのモーションがそれぞれ異なっている。